# Richard Freed
Richard Donald Freed (Chicago, 27 dicembre 1928 – Rockville, 1º gennaio 2022) è stato un critico musicale e giornalista statunitense.

## Biografia
Freed ha studiato all'Università di Chicago  dove ha ricevuto il baccalaureato in filosofia nel 1947. Dopo aver lavorato come redattore presso la testata giornalistica Saturday Review come aiutante di Irving Kolodin (da 1962 a 1963), come critico per The New York Times e per The Audio Beat (1965-1966), è stato assistente del direttore dell'Eastman School of Music di Università di Rochester (1966-1970) e direttore del settore delle pubbliche relazioni alla St. Louis Symphony Orchestra (1971-1972).
È stato direttore esecutivo della Music Critics Association da 1974 a 1990, ha lavorato come redattore della Stereo Review (dal 1973) e come critico musicale per il The Washington Star (1972-1975) e il The Washington Post (1976-1984). È stato conduttore radiofonico e commentatore per i concerti tenuti dalle orchestre St. Louis, Baltimore Symphony, Houston Symphony, National Symphony e le orchestre di Philadelphia. 
Freed ha ottenuto due riconoscimenti per la sua attività; ha ricevuto l'ASCAP-Deems Taylor Awards per la sua attività di critico di concerti e registrazioni, ed un Grammy Award per la sua attività di consulente del direttore musicale della National Symphony Orchestra (dove lavorava dal 1981).

## Attività
- Nel mese di maggio 1963, ha formato il Recording Service Committee al Consiglio Nazionale di Musica (The National Music Council) e ha scritto articoli per la rivista The Gramophone, nella rubrica Committee Review.
- Il 25 febbraio 1967 ha scritto una rassegna di alcuni recenti registrazioni di Strauss (Review of some recent Strauss recordings): "Vintage Strauss, Saturday Review".
- Nel 1982 ha scritto Masterworks, 11-13. Edizioni, International Alban Berg Society, Università della Virginia
- Il 29 luglio 1984 ha scritto un articolo con titolo "Igor Stravinsky e amici" in The Washington Post.[4]
- Il 24 giugno 1990 ha scritto un articolo con titolo Kubelik in Prague - nella sezione Catalogo.[5]
- Nel 1993 ha scritto la Conductors Anthology: The school music director off the podium (Il direttore musicale della scuola fuori dal podio).